# Evolutie (tijdschrift)
Evolutie: blad voor de vrouw was een feministisch tijdschrift (1893-1926), opgericht door Wilhelmina Drucker en Theodore (Dora) Haver. Het werd uitgegeven door K.A. van der Weide te Amsterdam.

## Geschiedenis blad
Het blad werd opgericht omdat Drucker en Haver van mening waren dat de reguliere kranten niets of te weinig over het vrouwenvraagstuk schreven. Schreven ze wel over het vrouwenvraagstuk, dan was de informatie veelal foutief of verdraaid. In Evolutie werden dan ook alleen artikelen gepubliceerd die de belangen van vrouwen betroffen: vrouwenarbeid, huishouden, binnen- en buitenlandse politiek, kiesrecht en onderwijs. De doelstelling was om ‘’langs geleidelijken weg maatschappelijke toestanden te verbeteren, en vooral die waaronder vrouwen gebukt gaan.’’
Van 1 april 1896 tot 1897 had het tijdschrift de ondertitel ‘’Orgaan van de Vereeniging voor Vrouwenkiesrecht en de Vrije Vrouwenvereeniging,’’ organisaties waarvan zowel Drucker als Haver lid waren. Vanaf 7 april 1897 werd Evolutie een tweewekelijks blad voor de vrouw en was het niet langer een orgaan van enige vereniging.
Na het overlijden van Haver in 1912, zette Drucker het blad voort met Haver’s zus, Josephine Baerveldt-Haver. Vanaf 1919 redigeerde Drucker het tijdschrift alleen.

### Controversie
De inhoud van de artikelen in Evolutie was regelmatig choquerend, met name hetgeen Drucker schreef. Zo was zij erg openhartig en kritisch over onderwerpen als godsdienst en zedelijkheid. Het huwelijk noemde zij ‘’de meest onheusche vorm van sexueele samenleving.’’ Maar ook Havers standpunten over de arbeid van vrouwen werden als radicaal beschouwd. Zo schreef zij in Evolutie dat er geen onderscheid zou moeten zijn tussen mannen en vrouwen - en tussen gehuwde en ongehuwde vrouwen - bij de toelating tot een opleiding, bij de beroepskeuze, en bij de beloning van werk. Bovendien was zij van mening dat gehuwde vrouwen bij voorkeur in haar eigen onderhoud zouden moeten voorzien. Binnen de vrouwenbeweging was er geregeld discussie over de toon en stijl van het tijdschrift, welke menigeen te radicaal achtte.